# Saná Fernandes
Saná Eusébio Mango Fernandes (Bissau, 10 maart 2006) is een Portugees-Guinee-Bissaus voetballer die doorgaans speelt als vleugelspeler. In augustus 2024 verruilde hij Lazio op huurbasis voor NAC Breda. Hij is een broer van voetballer van Joelson Fernandes en een neef van voetballer Roger Fernandes.

## Clubcarrière
Fernandes werd geboren in Guinee-Bissau, maar verhuisde op jonge leeftijd met zijn familie naar Portugal. Hier kwam hij op zijn twaalfde in de jeugdopleiding van Sporting CP te spelen. Deze verruilde hij in 2022 voor die van Lazio. Hier zat hij tijdens het seizoen 2023/24 vijftien keer op de bank bij het eerste elftal, maar tot een debuut leidde het niet. In april 2024 werd zijn contract opengebroken en verlengd tot medio 2028.
Voorafgaand aan het seizoen 2024/25 verkaste Fernandes op huurbasis naar NAC Breda, dat tevens een optie tot koop verkreeg op de vleugelspeler. Zijn professionele debuut maakte hij in het shirt van de Bredanaars, op 9 augustus 2024. Op die dag werd gespeeld op bezoek bij FC Groningen. Namens die club scoorden Leandro Bacuna, Rui Mendes, Marco Rente en Jorg Schreuders, terwijl Dominik Janošek wat terugdeed: 4–1. Fernandes moest van coach Carl Hoefkens als wisselspeler aan de wedstrijd beginnen en hij viel in de vijfenzeventigste minuut in voor Kacper Kostorz. Zijn eerste doelpunt als profvoetballer maakte Fernandes op 21 december 2024, op bezoek bij Go Ahead Eagles. Op aangeven van Jan van den Bergh opende hij de score. Door doelpunten van Victor Edvardsen en Oliver Edvardsen ging het duel alsnog met 2–1 verloren.

## Clubstatistieken
| Seizoen | Club        | Competitie | Competitie | Competitie | Beker | Beker | Internationaal | Internationaal | Totaal | Totaal |
| Seizoen | Club        | Competitie | Wed.       | Dlp.       | Wed.  | Dlp.  | Wed.           | Dlp.           | Wed.   | Dlp.   |
| ------- | ----------- | ---------- | ---------- | ---------- | ----- | ----- | -------------- | -------------- | ------ | ------ |
| 2023/24 | Lazio       | Serie A    | 0          | 0          | 0     | 0     | 0              | 0              | 0      | 0      |
| 2024/25 | → NAC Breda | Eredivisie | 13         | 1          | 1     | 0     | —              | —              | 14     | 1      |
| Totaal  | Totaal      | Totaal     | 13         | 1          | 1     | 0     | 0              | 0              | 14     | 1      |

Bijgewerkt op 10 maart 2025.